# Scolopsis vosmeri
Scolopsis vosmeri là một loài cá biển thuộc chi Scolopsis trong họ Cá lượng. Loài cá này được mô tả lần đầu tiên vào năm 1792.

## Từ nguyên
Từ định danh vosmeri không rõ nghĩa, có lẽ là đặt theo tên của nhà tự nhiên học người Hà Lan Arnout Vosmaer, là một trong số những nhà ngư học đã đóng góp mẫu vật cho Bloch.

## Tình trạng phân loại
Russell và cộng sự (2022) cho thấy, có ba loài cùng tồn tại dưới danh pháp S. vosmeri, bao gồm S. vosmeri thực sự cùng Scolopsis japonica và Scolopsis curite, vốn trước đây được xem là đồng nghĩa của chính S. vosmeri.
Cả ba loài đều có hình thái tương tự nhau và đã bị nhầm lẫn về mặt phân loại, nhưng phân tích phát sinh loài dựa vào mã vạch DNA cho thấy chúng khác nhau về mặt tiến hóa. S. vosmeri dễ phân biệt với S. japonica và S. curite bởi có một sọc trắng dọc theo bên thân, đốm đen trên hầu hết các vảy (so với đốm vàng lục ở S. japonica và S. curite), không có đốm đen rõ ràng (đôi khi có một đốm nhỏ nhưng mờ) ở gốc trên vây ngực (so với đốm đen nhỏ hình nêm có ở cả S. japonica và S. curite), cuống đuôi màu trắng (so với cuống đuôi thường là màu vàng ở S. japonica và S. curite), và vây bụng và vây hậu môn có màu đỏ thẫm đến đỏ cam (so với màu vàng ở S. japonica và S. curite).

## Phân bố và môi trường sống
S. vosmeri thực sự có phân bố từ Pakistan dọc theo bờ biển Nam Á, qua biển Andaman đến đảo Borneo (Đông Malaysia và Brunei). Không có ghi nhận nào của loài này từ Biển Đỏ, vịnh Ba Tư, cũng như bất kỳ vùng biển phía tây Ấn Độ Dương. Một mẫu vật được thu thập ở vùng biển cực nam Việt Nam có phần khác biệt di truyền so với các mẫu ở phía bắc Ấn Độ Dương, tuy nhiên chưa đủ cơ sở để kết luận có sự đa dạng di truyền nội loài ở chúng.
S. vosmeri sống trên các rạn san hô và bãi đá gần bờ, thường ở vùng nước đục, độ sâu khoảng 30 m.

## Mô tả
Chiều dài cơ thể lớn nhất được ghi nhận ở C. vosmeri là 17,3 cm. Hầu hết vảy cá, ngoại trừ cuống đuôi, là có đốm đen. Vây lưng, vây hậu môn và vây bụng có màu đỏ thẫm hoặc đỏ cam. Cuống đuôi trắng. Một dải trắng có thể xuất hiện ngay dưới đường bên, từ gốc đường bên đến phía dưới một phần cuối của vây lưng. Một sọc trắng dày từ gáy xuống nắp mang, và một vệt trắng ở dưới hốc mắt; điểm này không có ở cá con và cá đang lớn nhưng chúng lại có dải trắng được viền đen sẫm từ sau mắt kéo dài đến phần trên của cuống đuôi. Loài S. igcarensis được mô tả ở Nam Ấn Độ và Sri Lanka là kiểu hình của S. vosmeri chưa trưởng thành.
Số gai vây lưng: 10; Số tia vây lưng: 9; Số gai vây hậu môn: 3; Số tia vây hậu môn: 7; Số tia vây ngực: 17–19; Số gai vây bụng: 1; Số tia vây bụng: 5.